# Charles Demachy
Pour les articles homonymes, voir Demachy.
Charles-Amédée Demachy (19 février 1852 à Paris - 15 mai 1911 dans le 6e arrondissement de Paris) est un banquier français.

## Biographie

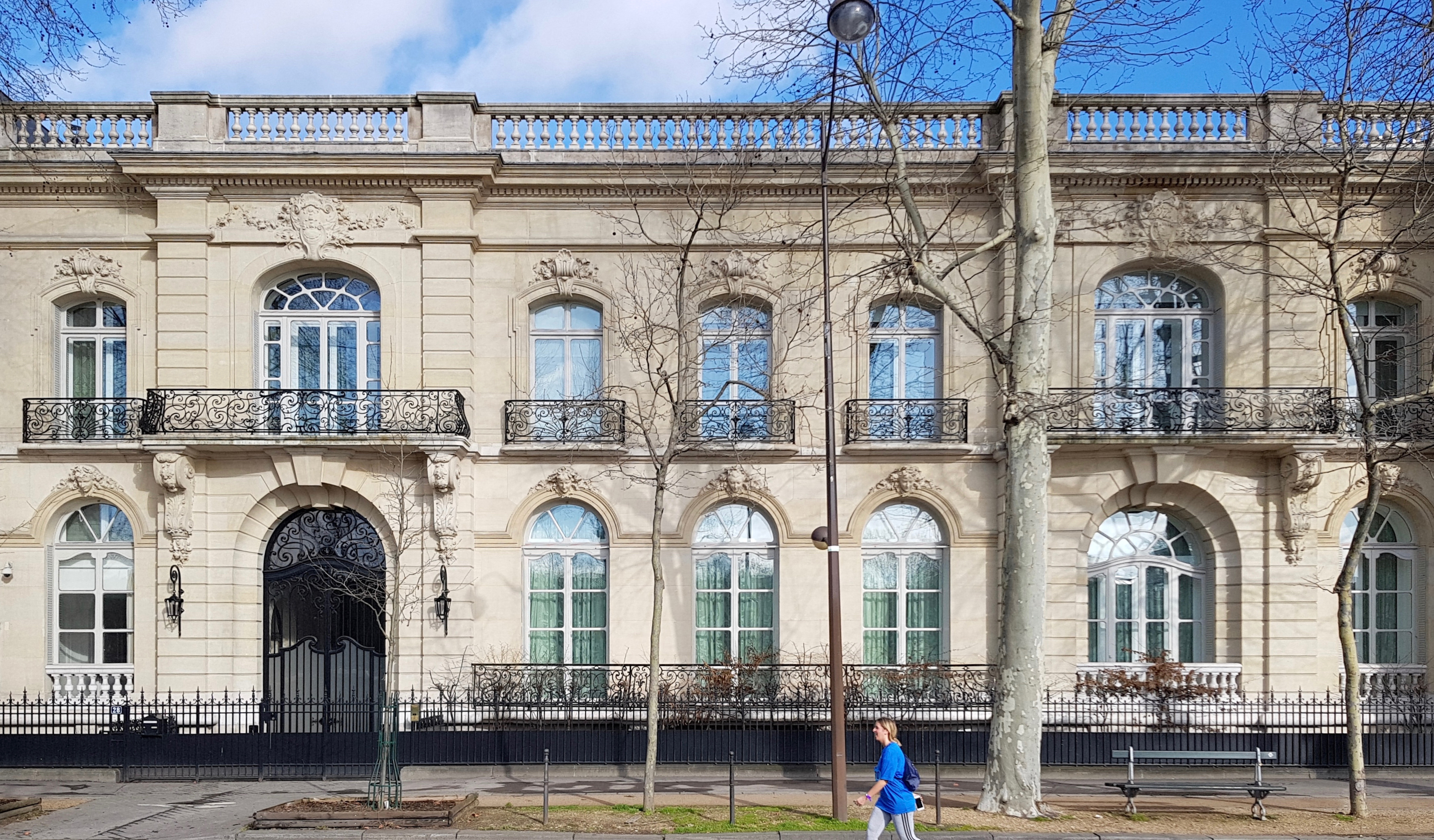
Hôtel de Sourdeval-Demachy, demeure de Charles Demachy jusqu'en 1910, avenue de New-York (Paris XVIe).

Fils de Charles-Adolphe Demachy, gérant de la Banque Seillière-Demachy et Régent de la Banque de France, petit-fils du général-baron Félix Girod de l'Ain et frère de Robert Demachy, il devient correspondant de la Banque Seillière-Demachy à Buenos Aires. Il en devient gérant en 1888 après le décès de son père.
Il entre au conseil d'administration de la Banque de Paris et des Pays-Bas en 1892 et en devient vice-président en 1909, après la mort du président Eugène Goüin, puis président en 1910, après celle de Léopold Renouard.
Charles-Amédée Demachy est également président des Chargeurs réunis et de la Banque du Maroc, et président du conseil de surveillance de Schneider et Cie.
Il était propriétaire du château d'Ognon.
Marié à Jeanne de Sourdeval, fille d'Adolphe Laloüel de Sourdeval et de Zélie Ratisbonne (sœur de Louis Ratisbonne et de Flore Singer), il est le beau-père du baron Ernest Seillière.
Il meurt le 15 mai 1911 dans son hôtel du quai Debilly. Ses obsèques sont célébrées dans l'église Saint-Pierre-de-Chaillot et il est inhumé au cimetière du Père-Lachaise.

## Pour approfondir